# 大怪獣デブラス
『大怪獣デブラス』（だいかいじゅうデブラス）は、1990年12月21日に日本のデータイーストより発売されたファミリーコンピュータ用戦略シミュレーションゲーム。
開発はソルおよびマイク、データイーストが行い、プロデューサーは『ドナルドランド』（1988年）を手掛けた中本博通、脚本は神谷春輝、音楽は酒井省吾および桃井聖司、岩崎正明が担当している。
2006年にWindows用ソフトとしてi-revoにて配信、2010年に同じくWindows用ソフトとしてプロジェクトEGGにて配信された。

## 概要
地球防衛隊となって、怪獣の侵略から地球を守ることを目的とした一人プレイ専用ゲーム。ジャンルとしてはプレイヤーとコンピューターで敵味方に分かれ、お互いのターンにマス目上のユニットを動かしてゲームを進めてゆく、ターン制ストラテジータイプのウォー・シミュレーションゲームとなる。
東宝系の怪獣映画・特撮作品へのオマージュが多いが、フィクション・ノンフィクションを問わず様々なパロディをちりばめた演出、設定が特徴。
当時、データイーストのファミコン名人として活動していた中本博通と同じくバンダイの名人であった神谷春輝が同業者として友誼を深める内に、ゲームショーで「何か一緒にやろうか」と意気投合したのが制作のきっかけとなった。
『GAME SIDE』の前身『ユーズド・ゲームズ』ではバカゲー紹介コーナーで扱われたことがあり、怪獣映画のパロディであるがゆえの宇宙人襲来もバカゲーのお約束であるかのような書き方をされていた。

## ゲームの内容
基本的な展開は、航空機や戦車などのユニットを駆使して敵側の大怪獣「デブラス」の侵攻を食い止めつつ、古代鳥「ヤセギュルウス」の卵をマップ上のゴール地点まで運搬する、と言うもの。マップごとの目的を達成すると1マップクリアだが、卵の上に怪獣が乗る（同じマスに止まる）、特定地点に怪獣が侵入する、などの敗北条件を満たしてしまうとゲームオーバーとなる。また卵輸送車（または列車）が一度に進めるマスの数は、サイコロンと呼ばれるサイコロ風ルーレットで1〜6の間で決められる。その不確定要素のため先読みが難しく、ファミコン通信のレビューでは不満点として挙げられていた。
ゲームの仕様上ボスキャラクターである怪獣は、一部の例外を除いてどれだけダメージを与えても倒す事はできない。一方で怪獣の体力を減らす事ができれば移動力を低下させることができるため、味方ユニットは怪獣の足止め役として運用するのが基本となる。また、味方ユニットは地形を活用することで有利に戦うことできるようになっており、ビル街や工場などの地形効果を得て戦えば防御力が若干高くなるほか、ユニットを基地に収容することによってダメージを回復させることもできる。ただし基地は怪獣に踏まれると破壊され使えなくなり、収容されていたユニットはすべて消滅する。また、特定の決められたステージでは、条件を満たすことで怪獣を完全に倒すことが可能な場面もある。
後半戦になるとUFO、UGOと言ったいわゆるザコ敵ユニットが出現し、卵運搬を妨害しはじめる。ザコ敵ユニットは怪獣と比べるとはるかに貧弱で卵に接触してもゲームオーバーにはならないものの、物量で味方の戦力を削ってくるため前半戦とは異なる用兵が求められる。

## ストーリー
199X年、TOKYO湾南方に巨大隕石が落下、次いで大型台風がTOKYOを襲った。この台風により、海岸に巨大鳥の卵が打ちあげられる。やまね博士らを中心とした調査によりこの卵が古代鳥獣「ヤセギュルウス」の物であると判明し、これを孵化させるためにふみ山まで運ぶこととなった。
しかしその時、海中から大怪獣「デブラス」が出現、卵を追うようにしてTOKYOに上陸してきた。地球防衛隊は卵を守るため、デブラスに戦いを挑むのであった。

## 登場人物

### 怪獣
古代鳥獣ヤセギュルウス
かつて地球上に生息していたと伝えられる鳥獣。口から「ガリガリ酸」と呼ばれる強力な酸を吐く能力を持っていた。
ゲーム中ではこの鳥の生き残りと見られる卵が発見され、ふみ山麓に建造された孵化施設までこれを運ぶことになった。この卵を怪獣の手から守り抜くことがゲーム中の目的となる。
大怪獣デブラス
巨大隕石の形で飛来してきた巨大怪獣。ヤセギュルウスの生き残りを殲滅するためM48星雲ひまん星から送り込まれてきた。一目散に卵を目指して進撃してくる。移動時に隣接したユニット全てに攻撃を仕掛け、火炎放射と角から発振する電撃であらゆる物を破壊する。また非常に生命力が強く多少ダメージを与えてもすぐさま再生してしまう。しかし攻撃を加えることで足を遅くする（1回の移動量を減少させる）ことはできる。
なお「デブラス」の名は太っていることから防衛隊が名づけたものであるが、ひまん星側でも同じ名で呼んでいる模様。
キングデブラ
一度は倒されたデブラスの死骸から現れた二体の怪獣のかたわれ。赤い体を持ち、全体的にとがったデザインになっている。母体のデブラスとほとんど同じ戦闘能力を有する。
クイーンデブラ
デブラスの死骸から現れた二体の怪獣のかたわれ。ライトグリーンの体を持つ。キングに比べ耐久力に若干劣っており、後半戦のあるマップでは攻撃を加えることで倒すことができる。
グレートデブラ
キングデブラが最終決戦でパワーアップした姿。直立した首長竜のごとき外見をしている。

### 地球防衛隊
マップのシチュエーションを説明するマップオペレーターと、ユニットの性能や戦闘の状況を説明するバトルオペレーターに分かれている。基本的にマップが男性、バトルが女性になるが、中盤のはんだ少尉とはまだ（途中からみなみ軍曹）の場合に限って役割の男女が逆になっている。
かわもと ももこ
階級は軍曹。ゲーム前半、及び終盤戦のバトルオペレーターを務める。怪獣のせいで休暇の海外旅行が台無しになってしまったことを憤慨して、すな少尉に呆れられる。ゲーム中もっとも表情が多彩。
すな きんご
階級は少尉。序盤のマップオペレーターを務める。まじめな性格だが常にくわえタバコ。やや不真面目なところがあるかわもと軍曹には少々呆れ気味。
はんだ つよし
階級は少尉。ゲーム中盤でのバトルオペレーター。四角顔の強面。軟弱な男を嫌うが、そういう自分はあちこちで失恋して涙を流す。
みなみ ようこ
階級は軍曹。はまだがいなくなった代わりに中盤のマップオペレーターとなる。口元にほくろがある。仕事熱心で、事あるごとにはんだ少尉を叱咤する。オペレーター交代の時まではんだの突っ込みに回っている。
かわら としお
階級は曹長。終盤戦のマップオペレーターを担当する好青年。さいとう軍曹とは恋仲の模様。
さいとう みき
階級はゲーム中で明かされない。地味な顔をしている。終盤のバトルオペレーターだったが、突然途中で倒れてしまう。あとはかわもと軍曹が引き受けることに。かわら曹長とは恋仲らしい。
ほし いってつ
階級は不明。防衛要塞「ハイパーX」のパイロット。太い眉毛とヒゲの濃い面構えが特徴。帽子に「X」マークを刻んでいる。
あなご つとむ
階級は不明。卵輸送車の運転手を務めている。たらこ唇。防衛隊の軍人とは思えないほど弱気で、さらにマザコンのきらいがある。

### ひまん星人
地球人類が誕生する遥か以前より高度な文明を持っていた異星人類。約1億年前に母星を失って以来、第二の母星として地球を狙い続けていた。尖兵として怪獣デブラスを操り、地球側の防衛兵器三機と単機で優位に戦えるだけの兵器を所有する。
はまだ ともよ
M48星雲、ひまん星から地球侵略に現れた異星人。地球防衛隊の一員として中盤戦のマップオペレーターを務めていたが、登場するマップですぐさまひまん星人としての正体を現し、同胞たちを呼び寄せて戦いを仕掛ける。かわもと軍曹とは友人同士だったらしい。
うちゅう じん
ひまん星の侵略者。常にサングラスをしている。事あるごとに胸を叩きながらセリフを読むよう（作動している扇風機の前で喋った時と似た効果が得られる）、プレイヤーに進言してくる。みなみ軍曹に惚れたようだが、文通の申し出をにべもなく突っぱねられている。

### その他
やまね しげお
古代生物学者。眼帯をつけており、ややマッドな風貌。TOKYO湾に打ちあげられた卵をヤセギュルウスの生き残りと結論付けた。野球ファンで、非常時にもかかわらず呑気にヨダゴンズの試合を観戦していたりする。
やまがみ たつひこ
総理大臣。就任したばかりなのに怪獣が現れたためか、自分の政治生命の心配をしている。ハイパーXの使用許可を出すなど戦線を応援してはくれる。
あなご とら
あなご運転手の母親。かなりの親バカで、時々しゃしゃり出てきてゲーム進行を妨害する。その最たるものは後半シナリオであなごにおやつを与えて輸送車の動きを止めてしまうというもの。倒れたさいとう軍曹に代わってオペレーターになろうとする一幕も。
もとなし まさる
レポーター。話の最後に「恐縮です」と付け加える癖がある。デブラス上陸時、撃破時に駆けつけてくるが、UFOが来た時は何故かおかしくなって一時戦線離脱する。
あんどう ようこ
もとなしが離脱したので、代わりにひまん星人のUFO襲来を告げるレポーター。出番が少ない。
デーク とうごう
オープニングデモ、ロード画面などに登場する正体不明のナレーター。

## 登場ユニット
本作には能力の異なる様々なユニットが登場する。ユニットには地上ユニットと航空ユニットの2種類が存在し、武装のほかにHPやまもるちから（防御力）、うごくちから（移動力）が設定されている。武装には、それぞれ地上ユニットに有効な対地兵器と航空ユニットに有効な対空兵器があり、相手ユニットの種類によっては攻撃力が変化する場合がある。なお、本作は味方ユニットの防御力と比べて敵の攻撃力が高い上に、ユニット生産はできないので、HPが少なくなったら基地へ戻り整備、戦闘を繰り返す持久戦が基本となる。

### 特殊ユニット
C-EGG 輸送車
ヤセギュルウスの卵を載せた大型トレーラー。卵をふみ山まで運ぶことが使命で「サイコロン」で出たサイコロの目の数だけ進むことができる。道路しか走れず、武装も一切持たないため戦闘力は皆無。怪獣に追いつかれたらゲームオーバーなので、何を犠牲にしてもこれを守らなければならない。ステージによっては輸送列車(T-EGG)になるが目的は同じ。
HP-X ハイパーX
首都防衛用大型攻撃要塞。ゲーム中盤から使用が可能になる防衛隊最新最強の兵器。攻撃力、防御力、移動力すべてに優れ、最高ランクの攻撃力と艦船ユニットに次ぐ防御力も備える攻守の要となる存在だが、射程が1という泣き所がある。武装は対地用のHPレーザーと対空用のハイパーミサイル。初登場時に発進デモがある上に専用BGMも用意されている。
エーセーレーザー
衛星軌道上に配備されている攻撃衛星。高出力の衛星レーザーを装備しており、その威力はプレイヤーでは倒すことのできなかったデブラスを一撃で撃破してしまうほど。演出としての登場のみであり、プレイヤーが操作することはできない。

### 航空ユニット
地形による移動制限を受けず足回りは抜群だが、総じて防御力が低い。主に空中ユニット戦で有効。
AH-1 ペガサス
戦闘ヘリ。武装として対地ミサイルであるTOTOミサイルと対空用の20mmバルカンを装備している。攻守ともに弱い。
AH-2 ホートレス
戦闘ヘリ。武装は対地ミサイルであるTOWミサイルと対空用のヘビーバレルであり、攻撃力が強化されている。また、24時間戦闘が可能だとされているが、作中でその設定が生かされることは無い。
F-1X エンゼル
対空戦特化型の戦闘機。最高速度はマッハ2.5であり、移動力に優れている。武装は16mmバルカンと対空ミサイルであるキーンミサイル。
F-2J
防衛隊の主力戦闘機とされている機体。対地・対空戦ともに有効で攻撃力が高め。武装はキーンミサイルと対地ミサイルであるカツミサイル。
F-3AJ
対地攻撃機。航空ユニットとしては珍しい対地戦特化タイプ。武装として16mmバルカンと対地用のナパームを装備。

### 地上ユニット
種類が多く、性能や特徴もさまざま。大抵は地上戦向きで、航空機よりは防御力も高め。
BRABO ブラボー
ミサイル搭載型車両。型式番号T-92。4連装のスコーンミサイルを装備した装軌式の車両で、比較的対空戦向き。
C-GUN クルガン
単装ロケットランチャー搭載型装甲車。対地戦向き。戦車ほどではないが比較的頑丈であり、武装としてSAMランチャーと7mm機銃を装備。なお、SAMとは本来地対空ミサイルのことだが、対地ミサイルとなっている。
CHARI チャーリー
多連砲ミサイル搭載型車両。型式番号T-96。平地での対地戦向きの装軌車両であり、武装は多連装のバリバリミサイル。
DEEN デーン
対地大型ミサイル搭載ハーフトラック。防御力は低いが、搭載しているイターイミサイルは対地戦において高い威力を持つ。
HIBA ヒバ
連砲ミサイル搭載型軽自動車。ヘリ並みの移動力を誇るが防御力が低い。武装は対地用のイッパイミサイルと対空用の9mm機銃。
HOHEI ホヘー
携行式ミサイルを担いでいる、文字通り生身の歩兵。「よわいけど、いいひとたち」の解説通り、全スペックは最低ランク。対地用のホヘーミサイルと対空用のタダノミサイルを装備。
JEAR ジーラ
自走電撃砲。対地・対空ともにかなりの高性能を誇るが移動が遅い。武装である電撃砲「アンタレス」は「正義のいかづち」とも例えられる。
K-NERIH コーネリアス
レーザー砲搭載型戦車。スペックはジーラと同じだが、武装であるレーザー光線の威力はジーラのアンタレスよりも向上している。
KAERU カエル
ビームランチャーを搭載した装軌式装甲車。対地・対空戦ともに有効で、移動力も高め。武装はビームボール。
S-KICK スカイキッカー
装輪式の対空自走砲。地上戦ではほとんど役に立たないものの、対UFO戦で真価を発揮する。武装は4連装の対空機銃。
SUKI スキヤキ
自走榴弾砲。対地対空ともに有効範囲3マスの長距離砲撃が可能という高い性能を誇るが、移動が遅い。武装は255mm榴弾砲「スキヤキ砲」。
T-88 ドラゴンバスター
旧式主力戦車。足は鈍いが防御力が高い。基本的には地上戦向きで、武装は105mm砲と7mm機銃。
T-90 ドーム
新型の主力戦車。ドラゴンバスターを一回り強くした戦車。武装は120mm砲と9mm機銃。

### 艦船ユニット
海の地形でしか使えない。地形効果を得て戦うことはできないが戦闘力が高めで、特に防御力はトップクラス。
HARU はるやすみ
巡洋艦。攻撃力・防御力・機動力のバランスが取れており、輸送車の護衛に向く。武装はテリヤキ砲と対空用のバルバルカン。
NATU なつやすみ
大型ミサイル巡洋艦。長距離対地攻撃（射程4）が可能なコロッケ砲と対空ミサイルであるちびまるミサイルを装備しているが、移動が遅い。

### 敵ユニット
UFO
敵側の使う航空ユニット。標準M型、対空S型、対地G型がある。周囲のユニットに攻撃を仕掛けつつ、卵輸送車を包囲するように動く。
UGO
敵側の使う地上ユニット。標準A型1種類のみ。UFO同様に卵輸送車の移動を妨害してくる。

## 移植版
| No. | タイトル       | 発売日         | 対応機種 | 開発元                     | 発売元             | メディア                         | 型式 | 備考 |
| --- | -------------- | -------------- | -------- | -------------------------- | ------------------ | -------------------------------- | ---- | ---- |
| 1   | 大怪獣デブラス | 2006年6月1日   | Windows  | ジー・モード               | アイレボ           | ダウンロード (i-revo)            | -    |      |
| 2   | 大怪獣デブラス | 2010年12月21日 | Windows  | ソル マイク データイースト | D4エンタープライズ | ダウンロード （プロジェクトEGG） | -    |      |

## スタッフ
- キャラクター・デザイン：みしまひろみ
- モンスター・デザイン：むらたとしゆき
- メカニック・デザイン：かわぐちしゅうじ
- 作画：えぐちゆういち、にいづまやすこ
- アシスタント：はまだのりひと、さいとうけーいち、かわむらみさこ
- サウンド：酒井省吾、桃井聖司、岩崎正明
- 協力：いとうのぼる、ぼうえいたい、はながわ かんこうくみあい、ニューMMG、メンズ ギビ
- 特殊効果：マイム モンタナ
- 脚本：神谷春輝
- 原作：「大怪獣デブラス」マイク書籍
- 監督：そぎよういち
- 製作総指揮：神谷春輝
- プロデューサー：中本博通

## 評価
ゲーム誌『ファミコン通信』の「クロスレビュー」では合計24点（満40点）、『ファミリーコンピュータMagazine』の読者投票による「ゲーム通信簿」での評価は以下の通りとなっており、19.38点（満30点）となっている。同誌1991年5月10日号特別付録の「ファミコンロムカセット オールカタログ」では、「シネマ画面は、迫力十分」と演出面に関して肯定的に評価されている。
| 項目 | キャラクタ | 音楽 | 操作性 | 熱中度 | お買得度 | オリジナリティ | 総合  |
| 得点 | 3.38       | 3.13 | 3.13   | 3.09   | 3.29     | 3.36           | 19.38 |